# 乞伏阿柴
乞伏阿柴（?—412年），西秦王子，陇西鲜卑人，乞伏国仁之子。
建义四年（388年）父亲乞伏国仁去世，因为乞伏公府、乞伏阿柴兄弟年幼，没有即位，他的叔叔乞伏归被推举为王。更始三年（411年），西秦国君（河南王）乞伏乾归把羌族句岂等部落五千多户强迁到叠兰城住，任命乞伏阿柴为兴国郡太守，镇守兴国郡。更始四年（412年）乞伏公府杀死乞伏乾归和他的儿子十数人，走保大夏，被乞伏乾归的儿子乞伏炽磐击败，逃奔叠兰城，依附乞伏阿柴，乞伏智达等攻陷了叠兰城，斩杀了乞伏阿柴父子五人。